# Alsodes vittatus
Alsodes vittatus là một loài ếch thuộc họ Leptodactylidae.
Đây là loài đặc hữu của Chile.